# Liste des ministres des Finances
Cette page dresse la liste des ministres des Finances actuels des 196 États généralement reconnus comme tels (les 193 États membres de l’ONU, le Vatican, Taïwan et le Kosovo) ainsi que ceux de quelques autres entités (autonomes, indépendantes de facto). Sont parfois ajoutés les ministres de l’Économie, du Budget, etc. Quand plusieurs ministres sont mentionnés, la date de début de fonctions est celle du portefeuille précisé entre parenthèses.

## Les 196 États
| Pays                             | Nom                                                                | Depuis (le)                                         |
| -------------------------------- | ------------------------------------------------------------------ | --------------------------------------------------- |
| Afghanistan                      | Eklil Ahmad Hakimi                                                 | 1er février 2015                                    |
| Afrique du Sud                   | Nhlanhla Nene                                                      | 26 février 2018                                     |
| Albanie                          | Helga Vukaj                                                        | 22 mai 2017                                         |
| Algérie                          | Abderrahmane Raouya                                                | 4 janvier 2020                                      |
| Allemagne                        | Jörg Kukies (Finances)                                             | 7 novembre 2024                                     |
| Allemagne                        | Robert Habeck (Économie)                                           | 8 décembre 2021                                     |
| Andorre                          | Èric Jover Comas                                                   | 16 mai 2019                                         |
| Angola                           | Archer Mangueira                                                   | 5 septembre 2016                                    |
| Antigua-et-Barbuda               | Gaston Browne                                                      | 18 juin 2014                                        |
| Antigua-et-Barbuda               | Asot Michael (Développement économique)                            | 18 juin 2014                                        |
| Arabie saoudite                  | Mohammed el-Djadaan                                                | 31 octobre 2016                                     |
| Argentine                        | Martín Guzmán (Économie)                                           | 10 décembre 2019                                    |
| Arménie                          | Atom Janjughazian                                                  | 12 mai 2018                                         |
| Australie                        | Jim Chalmers (en) (Finances)                                       | 23 mai 2022                                         |
| Australie                        | Katy Gallagher (Budget)                                            | 23 mai 2022                                         |
| Autriche                         | Gunter Mayr                                                        | 20 novembre 2024                                    |
| Azerbaïdjan                      | Samir Charifov                                                     | 18 avril 2006                                       |
| Bahamas                          | Philip Davis                                                       | 17 septembre 2021                                   |
| Bahreïn                          | Salman bin Khalifa Al-Khalifa                                      | 4 décembre 2018                                     |
| Bangladesh                       | Mustafa Kamal                                                      | 7 janvier 2019                                      |
| Barbade                          | Mia Mottley                                                        | 25 mai 2018                                         |
| Barbade                          | Ryan Straughn (Ministre au ministère des Finances)                 | 26 mai 2018                                         |
| Belgique                         | Alexander De Croo (Finances)                                       | 9 décembre 2018                                     |
| Belgique                         | David Clarinval (Budget)                                           | 27 octobre 2019                                     |
| Belize                           | Dean Barrow                                                        | 12 février 2008                                     |
| Bénin                            | Romuald Wadagni                                                    | 7 avril 2016                                        |
| Bhoutan                          | Namgay Tshering                                                    | 7 novembre 2018                                     |
| Biélorussie                      | Maksim Yermolovich                                                 | 31 août 2018                                        |
| Biélorussie                      | Aleksandr Chervyakov (Économie)                                    | 4 janvier 2020                                      |
| Birmanie                         | Soe Win                                                            | 31 mai 2018                                         |
| Bolivie                          | Mario Alberto Guillén                                              | 26 juin 2017                                        |
| Bosnie-Herzégovine               | Vjekoslav Bevanda                                                  | 31 mars 2015                                        |
| Botswana                         | Thapelo Matsheka                                                   | 6 novembre 2019                                     |
| Brésil                           | Paulo Guedes (Économie)                                            | 1er janvier 2019                                    |
| Brunei                           | Hassanal Bolkiah                                                   | 26 février 1997                                     |
| Bulgarie                         | Vladislav Goranov                                                  | 4 mai 2017                                          |
| Bulgarie                         | Emil Karanikolov (Économie)                                        | 4 mai 2017                                          |
| Burkina Faso                     | Lassané Kaboré                                                     | 24 janvier 2019                                     |
| Burundi                          | Domitien Ndihokubwayo                                              | 23 mai 2016                                         |
| Cambodge                         | Aun Pornmoniroth                                                   | 24 septembre 2013                                   |
| Cameroun                         | Louis-Paul Motaze (Finances)                                       | 2 mars 2018                                         |
| Cameroun                         | Alamine Ousmane Mey (Économie)                                     | 2 mars 2018                                         |
| Canada                           | Bill Morneau                                                       | 4 novembre 2015                                     |
| Cap-Vert                         | Olavo Correia                                                      | 22 avril 2016                                       |
| République centrafricaine        | Henri Marie Dondra                                                 | 11 avril 2016                                       |
| République centrafricaine        | Félix Moloua (Économie)                                            | 11 avril 2016                                       |
| Chili                            | Ignacio Briones (Finances)                                         | 28 octobre 2019                                     |
| Chili                            | Lucas Palacios (Économie)                                          | 28 octobre 2019                                     |
| Chine                            | Liu Kun                                                            | 19 mars 2018                                        |
| Chypre                           | Charis Georgiadis                                                  | 4 avril 2013                                        |
| Colombie                         | Alberto Carrasquilla Barrera                                       | 7 août 2018                                         |
| Comores                          | Said Ali Said Chayhane                                             | 14 juin 2019                                        |
| République du Congo              | Calixte Nganongo                                                   | 30 avril 2016                                       |
| République démocratique du Congo | Jean-Baudouin Mayo Mambeke (Budget)                                | 6 septembre 2019                                    |
| République démocratique du Congo | José Sele Yalaghuli (Finances)                                     | 6 septembre 2019                                    |
| République démocratique du Congo | Acacia Bandubola Mbongo (Économie nationale)                       | 6 septembre 2019                                    |
| Corée du Nord                    | Ki Kwang-ho                                                        | 13 avril 2019                                       |
| Corée du Sud                     | Hong Nam-ki                                                        | 10 décembre 2018                                    |
| Costa Rica                       | Helio Fallas                                                       | 8 mai 2014                                          |
| Côte d'Ivoire                    | Adama Coulibaly                                                    | 4 septembre 2019                                    |
| Croatie                          | Zdravko Marić                                                      | 22 janvier 2016                                     |
| Croatie                          | Darko Horvat (Économie)                                            | 14 mai 2018                                         |
| Cuba                             | Meisi Bolaños                                                      | 8 janvier 2019                                      |
| Danemark                         | Nicolai Wammen                                                     | 27 juin 2019                                        |
| Djibouti                         | Ilyas Moussa Dawaleh                                               | 12 mai 2011                                         |
| Dominique                        | Roosevelt Skerrit                                                  | 9 janvier 2004                                      |
| Égypte                           | Mohamed Maait                                                      | 14 juin 2018                                        |
| Émirats arabes unis              | Hamdan ben Rachid el-Maktoum                                       | 9 décembre 1971                                     |
| Émirats arabes unis              | Sultan ben Saïd el-Mansouri (Économie)                             | Février 2008                                        |
| Équateur                         | Richard Martínez Alvarado                                          | 14 mai 2018                                         |
| Érythrée                         | Berhane Habtemariam                                                | 2012                                                |
| Espagne                          | María Jesús Montero                                                | 7 juin 2018                                         |
| Estonie                          | Martin Helme                                                       | 29 avril 2019                                       |
| États-Unis                       | Scott Bessent (Secrétaire au Trésor)                               | 28 janvier 2025                                     |
| Éthiopie                         | Abraham Tekeste                                                    | 1er novembre 2016                                   |
| Fidji                            | Biman Prasad                                                       | 24 décembre 2022                                    |
| Finlande                         | Riikka Purra (Finances)                                            | 20 juin 2023                                        |
| Finlande                         | Vilhelm Junnila (Affaires économiques)                             | 20 juin 2023                                        |
| France                           | Bruno Le Maire (Économie & Finances)                               | 17 mai 2017                                         |
| France                           | Gabriel Attal (Comptes publics)                                    | 20 mai 2022                                         |
| Gabon                            | Jean-Marie Ogandaga                                                | 6 décembre 2019                                     |
| Gambie                           | Mambury Njie                                                       | 29 juin 2018                                        |
| Géorgie                          | Dimitri Koumsichvili                                               | 26 novembre 2016                                    |
| Ghana                            | Ken Ofori-Atta                                                     | 27 janvier 2017                                     |
| Grèce                            | Chrístos Staïkoúras                                                | 9 juillet 2019                                      |
| Grenade                          | Keith Mitchell                                                     | 3 mars 2013                                         |
| Guatemala                        | Julio Héctor Estrada                                               | 14 janvier 2016                                     |
| Guatemala                        | Rubén Estuardo Morales Monroy (économie)                           | 14 janvier 2016                                     |
| Guinée                           | Mamadi Camara                                                      | 26 mai 2018                                         |
| Guinée-Bissau                    | João Aladje Mamadu Fadia                                           | 13 décembre 2016                                    |
| Guinée équatoriale               | Cesar Augusto Mba Abogo                                            | 9 avril 2019                                        |
| Guyana                           | Winston Jordan                                                     | 20 mai 2015                                         |
| Haïti                            | Jude Alix Patrick Salomon                                          | 21 mars 2017                                        |
| Honduras                         | Rocío Tábora                                                       | 28 janvier 2018                                     |
| Hongrie                          | Mihály Varga                                                       | 7 mars 2013                                         |
| Îles Marshall                    | Alfred Alfred Jr.                                                  | 14 janvier 2020                                     |
| Îles Salomon                     | Manasseh Sogavare                                                  | 4 mai 2024                                          |
| Inde                             | Nirmala Sitharaman                                                 | 30 mai 2019                                         |
| Indonésie                        | Sri Mulyani Indrawati                                              | 27 juillet 2016                                     |
| Irak                             | Rowsch Shaways                                                     | 8 septembre 2014                                    |
| Iran                             | Hoshyar Zebari                                                     | 18 octobre 2014                                     |
| Irlande                          | Paschal Donohoe                                                    | 14 juin 2017                                        |
| Islande                          | Bjarni Benediktsson                                                | 30 novembre 2017                                    |
| Israël                           | Avigdor Liberman                                                   | 13 juin 2021                                        |
| Israël                           | Orna Barbivai (Économie & Industrie)                               | 13 juin 2021                                        |
| Italie                           | Giancarlo Giorgetti                                                | 22 octobre 2022                                     |
| Jamaïque                         | Audley Shaw                                                        | 7 mars 2016                                         |
| Japon                            | Tarō Asō (Finances)                                                | 26 décembre 2012                                    |
| Japon                            | Hiroshi Kajiyama (Économie)                                        | 25 octobre 2019                                     |
| Jordanie                         | Mohamad Al-Ississ                                                  | 7 novembre 2019                                     |
| Kazakhstan                       | Alikhan Smailov                                                    | 11 septembre 2018                                   |
| Kenya                            | Henry Rotich (Trésor)                                              | 15 mai 2013                                         |
| Kirghizistan                     | Adilbek Kasimaliev                                                 | 30 avril 2015                                       |
| Kiribati                         | Teuea Toatu                                                        | 15 mars 2016                                        |
| Kosovo                           | Avdullah Hoti                                                      | 9 décembre 2014                                     |
| Koweït                           | Anas el-Saleh                                                      | 6 janvier 2014                                      |
| Laos                             | Somdy Douangdy                                                     | 19 avril 2016                                       |
| Lesotho                          | Moeketsi Majoro                                                    | 23 juin 2017                                        |
| Lettonie                         | Jānis Reirs                                                        | 23 janvier 2019                                     |
| Lettonie                         | Jānis Vitenbergs (Affaires économiques)                            | 2 avril 2020                                        |
| Liban                            | Yassine Jaber (Finances)                                           | 8 février 2025                                      |
| Liban                            | Amer Bisat (Économie & Commerce)                                   | 8 février 2025                                      |
| Liberia                          | Samuel D. Tweh Jr.                                                 | 22 janvier 2018                                     |
| Libye                            | Khaled Al-Mabrouk Abdullah                                         | 15 mars 2021                                        |
| Liechtenstein                    | Adrian Hasler                                                      | 27 mars 2013                                        |
| Lituanie                         | Vilius Šapoka                                                      | 13 décembre 2016                                    |
| Luxembourg                       | Gilles Roth                                                        | 17 novembre 2023                                    |
| Luxembourg                       | Lex Delles (Économie, PME & Énergie)                               | 17 novembre 2023                                    |
| Macédoine du Nord                | Nina Angelovska                                                    | 3 janvier 2020                                      |
| Madagascar                       | RABARINIRINARISON Rindra Hasimbelo                                 | 15 août 2021                                        |
| Malaisie                         | Lim Guan Eng                                                       | 12 mai 2018                                         |
| Malaisie                         | Johari Abdul Ghani (second ministre)                               | 27 juin 2016                                        |
| Malawi                           | Goodall Gondwe                                                     | 6 juin 2014                                         |
| Maldives                         | Ahmed Munawwar                                                     | 22 juin 2016                                        |
| Mali                             | Boubou Cissé                                                       | 15 janvier 2016                                     |
| Malte                            | Edward Scicluna                                                    | 13 mars 2013                                        |
| Malte                            | Silvio Schembri (Économie)                                         | 15 janvier 2020                                     |
| Maroc                            | Mohamed Benchaâboun                                                | 20 août 2018                                        |
| Maurice                          | Renganaden Padayachy                                               | 12 novembre 2019                                    |
| Mauritanie                       | Mohamed Lemine Ould Dhehbi                                         | 5 août 2019                                         |
| Mauritanie                       | Abdel Aziz Ould Dahi (Économie)                                    | 21 janvier 2020                                     |
| Mexique                          | Arturo Herrera Gutiérrez                                           | 18 juillet 2019                                     |
| Mexique                          | Graciela Márquez Colín (Économie)                                  | 1er décembre 2018                                   |
| États fédérés de Micronésie      | Rose Nakanaga                                                      | 1er septembre 2023                                  |
| Moldavie                         | Sergiu Pușcuța                                                     | 14 novembre 2019                                    |
| Moldavie                         | Sergiu Railean (Économie)                                          | 16 mars 2020                                        |
| Monaco                           | Jean Castellini                                                    | 21 décembre 2012                                    |
| Mongolie                         | Chimed Khurelbaatar                                                | 18 octobre 2017                                     |
| Monténégro                       | Darko Radunović (Finances)                                         | 28 novembre 2016                                    |
| Monténégro                       | Dragica Sekulić (Économie)                                         | 28 novembre 2016                                    |
| Mozambique                       | Adriano Maleiane                                                   | 19 janvier 2015                                     |
| Namibie                          | Iipumbu Shiimi                                                     | 21 mars 2020                                        |
| Nauru                            | David Adeang                                                       | 30 octobre 2023                                     |
| Népal                            | Gyanendra Bahadur Karki                                            | 7 juin 2017                                         |
| Nicaragua                        | Iván Acosta                                                        | Février 2012                                        |
| Niger                            | Mamoudou Diop                                                      | 1er février 2019                                    |
| Nigeria                          | Zainab Ahmed                                                       | 14 septembre 2018                                   |
| Norvège                          | Jan Tore Sanner                                                    | 24 janvier 2020                                     |
| Nouvelle-Zélande                 | Nicola Willis (en)                                                 | 27 novembre 2023                                    |
| Oman                             | Darwich ben Ali el-Ismaïl Balouchi                                 | Mars 2011                                           |
| Ouganda                          | Matia Kasaija                                                      | 1er mars 2015                                       |
| Ouzbékistan                      | Batyr Khojaïev                                                     | 15 décembre 2016                                    |
| Pakistan                         | Miftah Ismail (conseiller du Premier ministre aux Finances)        | 26 décembre 2017                                    |
| Palaos                           | Kaleb Udui Jr. (en)                                                | 8 février 2021                                      |
| Panama                           | Dulcidio de la Guardia                                             | 1er juillet 2014                                    |
| Papouasie-Nouvelle-Guinée        | Miki Kaeok                                                         | 9 juillet 2024                                      |
| Paraguay                         | Benigno López                                                      | 15 août 2018                                        |
| Pays-Bas                         | Wopke Hoekstra (Finances)                                          | 26 octobre 2017                                     |
| Pays-Bas                         | Eric Wiebes (Affaires économiques)                                 | 26 octobre 2017                                     |
| Pérou                            | Pedro Francke                                                      | 30 juillet 2021                                     |
| Philippines                      | Carlos Dominguez III                                               | 30 juin 2016                                        |
| Pologne                          | Tadeusz Kościński                                                  | 15 novembre 2019                                    |
| Portugal                         | Mário Centeno                                                      | 26 novembre 2015                                    |
| Portugal                         | Pedro Siza Vieira (Économie)                                       | 15 octobre 2018                                     |
| Qatar                            | Ali Charif el-Emadi                                                | 26 juin 2013                                        |
| Qatar                            | Ahmed ben Jassim Al Thani (Économie)                               | 26 juin 2013                                        |
| République dominicaine           | Donald Guerrero                                                    | 16 août 2016                                        |
| République tchèque               | Alena Schillerová                                                  | 13 décembre 2017                                    |
| Roumanie                         | Alexandru Nazare (Finances publiques)                              | 23 décembre 2020                                    |
| Roumanie                         | Claudiu Năsui (Économie)                                           | 23 décembre 2020                                    |
| Royaume-Uni                      | Rachel Reeves (Chancelière de l'Échiquier) (second lord du Trésor) | 5 juillet 2024                                      |
| Russie                           | Anton Silouanov (Finances)                                         | 27 septembre 2011                                   |
| Russie                           | Maxim Reshetnikov (Développement économique)                       | 21 janvier 2020                                     |
| Rwanda                           | Uzziel Ndagijimana                                                 | 6 avril 2018                                        |
| Saint-Christophe-et-Niévès       | Timothy Harris                                                     | 22 février 2015                                     |
| Sainte-Lucie                     | Allen Chastanet                                                    | 14 juin 2016                                        |
| Saint-Marin                      | Simone Celli                                                       | 27 décembre 2016                                    |
| Saint-Vincent-et-les-Grenadines  | Ralph Gonsalves                                                    | 29 mars 2001                                        |
| Salvador                         | Carlos Cáceres                                                     | 1er juin 2009                                       |
| Samoa                            | Lautimuia Uelese Vaai                                              | 6 novembre 2023                                     |
| Sao Tomé-et-Principe             | Osvaldo Vaz                                                        | 3 décembre 2018                                     |
| Sénégal                          | Abdoulaye Daouda Diallo                                            | avril 2019                                          |
| Serbie                           | Siniša Mali (Finances)                                             | 29 mai 2018                                         |
| Serbie                           | Goran Knežević (Économie)                                          | 11 août 2016                                        |
| Seychelles                       | Peter Larose                                                       | 29 octobre 2016                                     |
| Sierra Leone                     | Jacob Jusu Saffa                                                   | 12 avril 2018                                       |
| Singapour                        | Heng Swee Keat                                                     | 1er octobre 2015                                    |
| Slovaquie                        | Eduard Heger (Finances)                                            | 21 mars 2020                                        |
| Slovaquie                        | Richard Sulík (Économie)                                           | 21 mars 2020                                        |
| Slovénie                         | Andrej Šircelj                                                     | 13 mars 2020                                        |
| Slovénie                         | Zdravko Počivalšek (Développement économique)                      | 4 décembre 2014                                     |
| Somalie                          | Abdirahman Duale Bayle                                             | 29 mars 2017                                        |
| Soudan                           | Ibrahim Elbadawi                                                   | 8 septembre 2019                                    |
| Soudan du Sud                    | Stephen Dhieu Dau                                                  | 29 juillet 2016                                     |
| Sri Lanka                        | Mahinda Rajapakse                                                  | 21 novembre 2019                                    |
| Suède                            | Magdalena Andersson                                                | 3 octobre 2014                                      |
| Suisse                           | Ueli Maurer                                                        | 1er janvier 2016                                    |
| Suisse                           | Guy Parmelin (Économie)                                            | 1er janvier 2019                                    |
| Suriname                         | Gillmore Hoefdraad                                                 | 12 août 2015                                        |
| Syrie                            | Mohammad Abazaid (Finances)                                        | décembre 2024                                       |
| Syrie                            | Bassel Abdel Aziz (Économie)                                       | 10 décembre 2024                                    |
| Eswatini                         | Martin Dlamini                                                     | 4 novembre 2013                                     |
| Tadjikistan                      | Abdousalom Kourbonov                                               | 29 novembre 2013                                    |
| Taïwan                           | Su Jain-rong                                                       | 16 juillet 2018                                     |
| Taïwan                           | Lee Chih-kung (Affaires économiques)                               | 20 mai 2016                                         |
| Tanzanie                         | Philip Mpango                                                      | 23 décembre 2015                                    |
| Tchad                            | Tahir Hamid Nguilin                                                | 30 juin 2019                                        |
| Tchad                            | Issa Doubragne (Économie)                                          | 24 décembre 2017                                    |
| Thaïlande                        | Uttama Savanayon                                                   | 16 juillet 2019                                     |
| Timor oriental                   | Sara Lobo Brites                                                   | 22 juin 2018                                        |
| Togo                             | Sani Yaya                                                          | 1er août 2016                                       |
| Tonga                            | Tiofilusi Tiueti (en)                                              | 22 octobre 2022 (intérim depuis le 9 décembre 2024) |
| Trinité-et-Tobago                | Colm Imbert                                                        | 11 septembre 2015                                   |
| Tunisie                          | Mechket Slama (Finances)                                           | 5 février 2025                                      |
| Tunisie                          | Samir Abdelhafidh (Économie & Planification)                       | 25 août 2024                                        |
| Turkménistan                     | Dovletgueldi Sadikov                                               | 8 juillet 2011                                      |
| Turquie                          | Berat Albayrak                                                     | 10 juillet 2018                                     |
| Tuvalu                           | Panapasi Nelesone                                                  | 28 février 2024                                     |
| Ukraine                          | Serhiy Marchenko                                                   | 30 mars 2020                                        |
| Ukraine                          | Ihor Petrashko (Développement économique)                          | 17 mars 2020                                        |
| Uruguay                          | Azucena Arbeleche (Économie & Finances)                            | 1er mars 2020                                       |
| Vanuatu                          | Johnny Koanapo                                                     | 12 août 2024                                        |
| Vatican                          | Juan Antonio Guerrero Alves (Économie)                             | 1er janvier 2020                                    |
| Venezuela                        | Simón Zerpa                                                        | 26 octobre 2017                                     |
| Viêt Nam                         | Đinh Tiến Dũng                                                     | 24 mai 2013                                         |
| Yémen                            | Ahmed Obeïd al-Fadhli                                              | 18 septembre 2016                                   |
| Yémen                            | Hussein Abdallah Mkabouli (gouvernement rebelle)                   | 1er janvier 2018                                    |
| Zambie                           | Bwalya Ng'andu                                                     | 14 juillet 2019                                     |
| Zimbabwe                         | Mthuli Ncube                                                       | 10 septembre 2018                                   |

## Autres entités
| Pays                                     | Nom                                                                                              | Depuis (le)       |
| ---------------------------------------- | ------------------------------------------------------------------------------------------------ | ----------------- |
| Abkhazie                                 | Amra Kvarandzia                                                                                  | 17 octobre 2014   |
| Îles Åland                               | Mats Perämaa                                                                                     | 2015              |
| Anguilla                                 | Hubert Hughes                                                                                    | 16 février 2010   |
| Aruba                                    | Mike Eric de Meza                                                                                | 30 octobre 2009   |
| Bavière                                  | Albert Füracker                                                                                  | 21 mars 2018      |
| Bermudes                                 | Bob Richards                                                                                     | 20 décembre 2012  |
| Bougainville                             | Mathias Salas                                                                                    | 23 juin 2005      |
| Catalogne                                | Andreu Mas-Colell (Économie)                                                                     | 29 décembre 2010  |
| Chypre du Nord                           | Serdar Denktas (Finances)                                                                        | 16 avril 2016     |
| Chypre du Nord                           | Sunat Atun (Économie)                                                                            | 15 juillet 2015   |
| Curaçao                                  | Kenneth Gijsbertha                                                                               | 29 mai 2017       |
| Écosse                                   | Kate Forbes                                                                                      | 17 février 2020   |
| Fédération de Bosnie-et-Herzégovine      | Vjekoslav Bevanda                                                                                | 30 mars 2007      |
| Région flamande                          | Matthias Diependaele                                                                             | 2 octobre 2019    |
| Pays de Galles                           | Rebecca Evans                                                                                    | 13 décembre 2018  |
| Groenland                                | Aqqaluaq B. Egede                                                                                | 27 octobre 2016   |
| Guernesey                                | Gavin St. Pier                                                                                   | Mai 2012          |
| Hong Kong                                | Paul Chan                                                                                        | 16 janvier 2017   |
| Île de Man                               | Eddie Teare (trésor)                                                                             | 14 octobre 2011   |
| Îles Caïmans                             | Roy McTaggart                                                                                    | 6 juin 2017       |
| Îles Cook                                | Mark Brown                                                                                       | 3 décembre 2010   |
| Îles Féroé                               | Kristina Háfoss                                                                                  | 15 septembre 2015 |
| Îles Turques-et-Caïques                  | Sharlene Cartwright Robinson                                                                     | 20 décembre 2016  |
| Îles Vierges des États-Unis              | Angel Dawson (commissaire)                                                                       | 2009              |
| Îles Vierges britanniques                | Ralph O’Neal                                                                                     | 23 août 2007      |
| Irlande du Nord                          | Sammy Wilson                                                                                     | 1er juillet 2009  |
| Jersey                                   | Susan Pinel                                                                                      | 7 juin 2018       |
| Kurdistan irakien                        | Rebaz Mohammad                                                                                   | Juin 2014 ?       |
| Montserrat                               | Donaldson Romeo                                                                                  | 16 septembre 2014 |
| Niue                                     | Crossley Tatui                                                                                   | 11 juin 2020      |
| Ossétie du Sud-Alanie                    | Aza Habalova                                                                                     | Août 2009         |
| Palestine                                | Choukri Bichara (Finances)                                                                       | 6 juin 2013       |
| Palestine                                | Daouad Nadji (Économie nationale)                                                                | 16 mai 2012       |
| Polynésie française                      | Teva Rohfritsch                                                                                  | 13 janvier 2017   |
| Pount                                    | Shire Haji Farah                                                                                 | 28 janvier 2014   |
| Québec                                   | Eric Girard                                                                                      | 18 octobre 2018   |
| République serbe de Bosnie               | Zoran Tegeltija                                                                                  | 2006/2011         |
| Saint-Martin                             | Richard Gibson, Sr.                                                                              | 19 novembre 2015  |
| Somaliland                               | Saad Ali Shire                                                                                   | 10 novembre 2018  |
| Tibet (gouvernement en exil)             | Karma Yeshi                                                                                      | 1er juin 2016     |
| Transnistrie                             | Elena Guirjoule (Finances)                                                                       | 24 janvier 2012   |
| Transnistrie                             | Maïdja Parnas (Économie)                                                                         | 24 janvier 2012   |
| Union européenne                         | Paolo Gentiloni (Affaires économiques et monétaires, Fiscalité et Union douanière) (commissaire) | 1er décembre 2019 |
| Wallonie                                 | Jean-Luc Crucke                                                                                  | 28 juillet 2017   |
| Gouvernement révolutionnaire de Zanzibar | Omar Yussuf Mzee                                                                                 | 16 novembre 2010  |